# São Lourenço dOeste
São Lourenço dOeste är en ort i Brasilien.   Den ligger i kommunen São Lourenço do Oeste och delstaten Santa Catarina, i den södra delen av landet, 1 300 km söder om huvudstaden Brasília. São Lourenço dOeste ligger 881 meter över havet och antalet invånare är 14 871.
Terrängen runt São Lourenço dOeste är platt åt nordost, men åt sydväst är den kuperad. São Lourenço dOeste ligger uppe på en höjd. Det finns inga andra samhällen i närheten.
I omgivningarna runt São Lourenço dOeste växer huvudsakligen savannskog. Runt São Lourenço dOeste är det glesbefolkat, med 18 invånare per kvadratkilometer.